# ال کارمن ده ویوورال
ال کارمن ده ویوورال (به اسپانیایی: Carmen de Viboral) یک سکونتگاه مسکونی در کلمبیا است که در Eastern Antioquia واقع شده‌است.

## خصوصیات
ال کارمن ده ویوورال ۴۴۸ کیلومترمربع مساحت و ۴۶٬۰۶۲ نفر جمعیت دارد.